# Jimmy Murphy (pilote)
Pour les articles homonymes, voir Jimmy Murphy.
James 'Jimmy' Anthony Murphy (né le 12 septembre 1894 à San Francisco, Californie de parents d'origine irlandaise - décédé en course le 15 septembre 1924  à Syracuse (New York)) était un pilote automobile américain. 

## Biographie

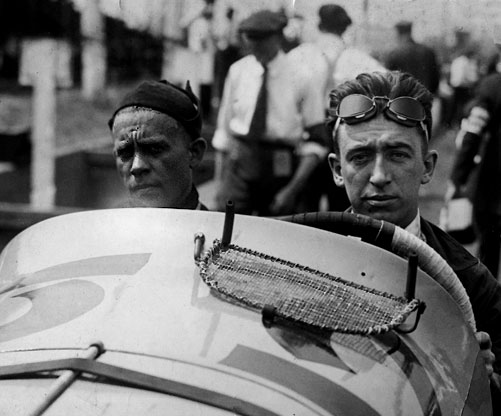
Murphy (à droite) et son mécanicien Ernie Olson (jusqu'à son décès), lors de l'Indy 500 de 1920.

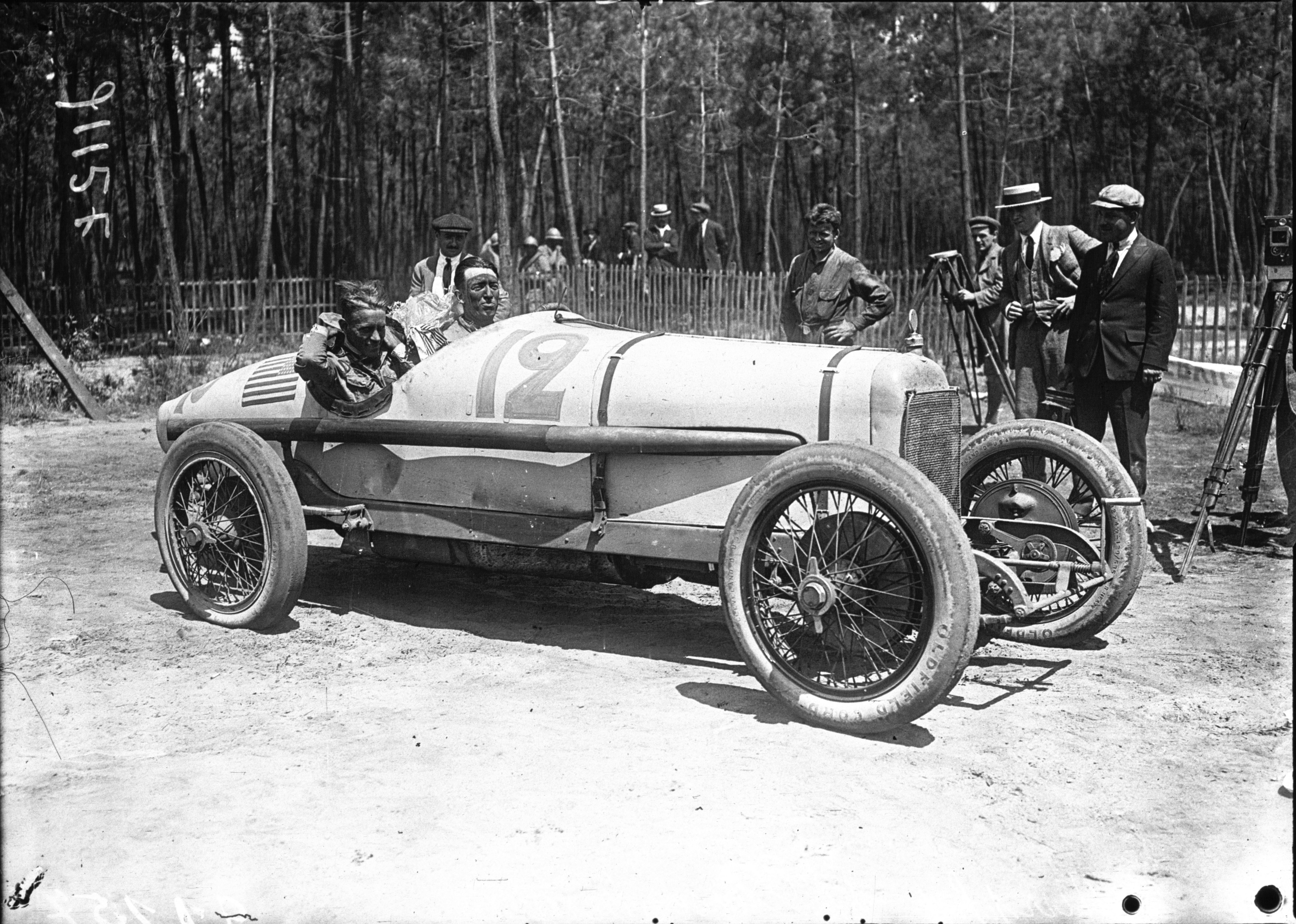
Jimmy Murphy au Grand Prix de France en 1921.

Il a débuté la compétition automobile en 1916, à Corona (Californie), déjà sur Duesenberg.
En cinq participations aux 500 miles d'Indianapolis, il a terminé quatre fois dans les cinq premiers de la course.
Il est enterré au cimetière Calvary de Los Angeles.

## Palmarès

### Titres
- U.S. National driving Championship car racing: 1922 et 1924;
  - 2e de l'U.S. National driving Championship car racing, en 1923.

### Principales victoires, et podiums

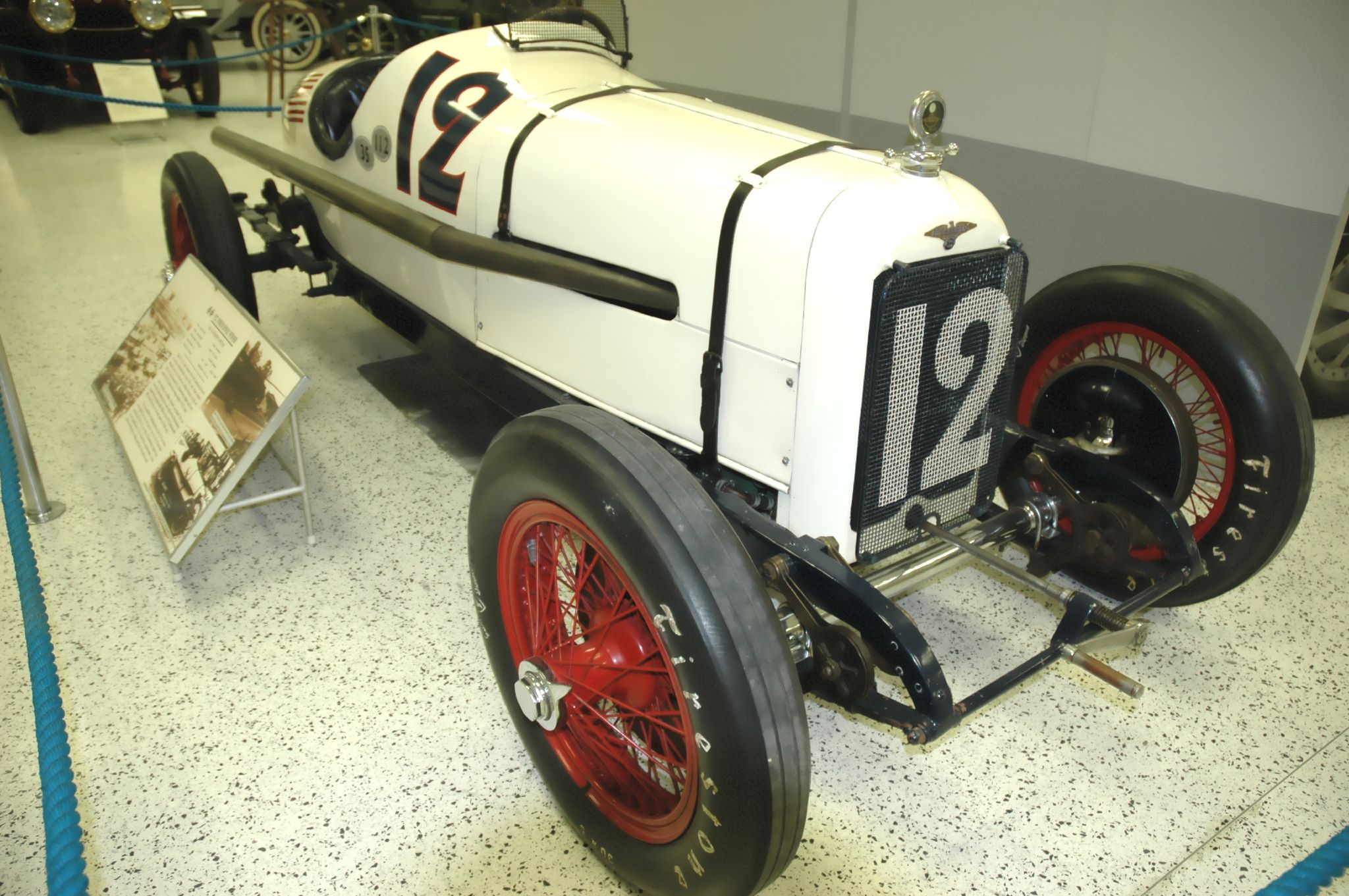
La Duesenberg de Murphy, victorieuse du GP de France 1921 et de l'Indy 500 1922 (IMS museum).

(17 victoires en Champ Car AAA, championnat disputé entre 1919 et 1924)
- Course inaugurale du Beverly Hills Speedway en 1920 (sur Duesenberg -ainsi que plusieurs autres sur cet ovale "porte bonheur"-, courue alors grâce à l'intervention du pilote "phare" de la marque à l'époque, Tommy Milton);
- Fresno en 1920, 1922 et 1923 (AAA);
- Grand Prix de France 1921 (au Mans sur Duesenberg marque alors sponsorisée en Europe par le cycliste Albert Champion, avec pour Directeur d'écurie en Grand Prix George Robertson; seul pilote américain à avoir remporté un Grand Prix sur une voiture entièrement américaine durant 46 ans, jusqu'à Dan Gurney en Belgique durant l'année 1967);
- San Carlos en 1921 (AAA);
- 500 miles d'Indianapolis 1922 (sur la même voiture, mais à moteur Miller);
- Universal Trophy Cup Race en 1922 (grâce à deux courses remportées, au Tacoma Speedway et à l'Uniontown Speedway board track, même voiture);
- Altoona race 1 et 2 en 1924 (AAA);
- Kansas City en 1924 (AAA);
  - 3e de l'Indy 500 en 1923 et 1924 (4e en 1920);
  - 3e du Grand Prix d'Italie en 1923 (et recevant personnellement des mains de Benito Mussolini deux chiens loups).

### Autres faits sportifs
- Pole position à l'Indy 500, en 1922 et 1924.

## Distinction
- Motorsports Hall of Fame of America, en 1998.

## Source de la traduction
- (en) Cet article est partiellement ou en totalité issu de l’article de Wikipédia en anglais intitulé « James Anthony Murphy » (voir la liste des auteurs).